# ウスマン・デンベレ
ウスマン・デンベレ（Ousmane Dembélé、1997年5月15日 - ）は、フランス・ウール県ヴェルノン出身のサッカー選手。リーグ・アン・パリ・サンジェルマンFC所属。フランス代表。ポジションはFW。

## 経歴
1997年5月15日、ヴェルノンにてマリ人の父とセネガル系モーリタニア人の母の間に生まれ、近くの町であるレ＝ザンドリで育つ。2004年10月、マドレーヌのクラブであるマドレーヌ・エヴルーでサッカーをはじめる。

### レンヌ
2010年からスタッド・レンヌのユースチームに所属し、2015年、トップチームに昇格した。2015年11月6日、アンジェSCO戦でプロデビューを果たし、11月22日、FCジロンダン・ボルドー戦でプロ初得点を記録した。2016年3月16日、ダービーマッチとなるFCナント戦でハットトリックを記録した。

### ドルトムント
欧州のビッグクラブが争奪戦を繰り広げた後、2016年5月12日にブンデスリーガのボルシア・ドルトムントに移籍することが発表された。契約期間は5年間。背番号は前シーズンに香川真司が着用した7番。11月22日の欧州CL第5節・レギア・ワルシャワ戦で香川のアシストから得点、8-4の勝利に貢献。また、同試合では香川の2得点目をアシストしており、香川はUEFAチャンピオンズリーグ史上最速連続得点記録(76秒)を樹立した。
2017年4月26日、DFBポカール準決勝のバイエルン・ミュンヘン戦では1得点1アシストの活躍で決勝進出に貢献した。

### バルセロナ
2017年8月25日、FCバルセロナへ5年契約で加入、移籍金は1億500万ユーロ+最大でその金額の40%のボーナス、契約解除金は4億ユーロに設定された。この移籍金は2017年夏に移籍したネイマールに次いで高額な移籍金であり、2016年夏に移籍したポール・ポグバの移籍金と並ぶ金額であり、クラブ史上最高額の移籍金である。また、年俸は基本給で1200万ユーロで、ボーナスなどを含めると最大で2000万ユーロとなる。背番号はネイマールが着用していた11番。この移籍において、デンベレはドルトムントの練習をボイコットするなどして強硬にバルセロナ行きを要求。練習参加禁止処分を受け、同僚のローマン・ヴァイデンフェラーから苦言を呈されるなど遺恨を残した。同年9月9日のエスパニョール戦でデビューし、アシストを決めた。2018年3月14日、UEFAチャンピオンズリーグのチェルシー戦にて初ゴールを記録した。8月12日のスーペルコパ・デ・エスパーニャ、セビージャ戦では決勝ゴールを決めた。2022年6月30日、契約満了でクラブを退団したが、7月14日、2024年までの契約締結を発表した。
2022年7月27日、ユヴェントスとのプレシーズンマッチに右ウイングのポジションで先発出場。34分、40分、右サイドでボールを受けると、対峙したDFを両足を使ったドリブルでかわして2得点を挙げた。フットボールの研究機関CIES Football Observatoryが、2022年のドリブラーランキングで、1位に選出された。試合の難易度、プレー時間、ドリブル突破の成功数から100点を最高水準として決定され、100点だった。

### パリ・サンジェルマン
2023年8月12日、パリ・サンジェルマンFCへ移籍した。5年契約で、移籍金は約5000万ユーロとみられている。当初背番号は23番だったが、ネイマールの移籍に伴い背番号を10番に変更。9月24日、オリンピック・マルセイユ戦に勝利後、チームメイトらと同性愛嫌悪のチャントを歌ったことにより、1試合の出場停止処分を受けた。11月24日、ASモナコ戦で移籍後初ゴールを挙げた。
2023-24シーズン、公式戦41試合に出場して5ゴール14アシストを記録。 リーグ優勝に貢献した。
2024-25シーズン、センターフォワードにコンバートされた。リーグ戦は開幕から好調を維持し続け、欧州チャンピオンズリーグでは予選の最終節VfBシュトゥットガルト戦でハットトリックを決めてプレーオフ進出に貢献した。またこれが自身2度目のハットトリックとなった。リーグ戦では21得点を記録し、得点王と年間最優秀選手に輝いた。その後は得点を量産するだけではなく守備も徹底し、UEFAチャンピオンズリーグでは15試合出場8得点6アシストの大活躍、クラブ史上初となるUEFAチャンピオンズリーグ優勝及び三冠の達成に貢献した。

## 代表歴

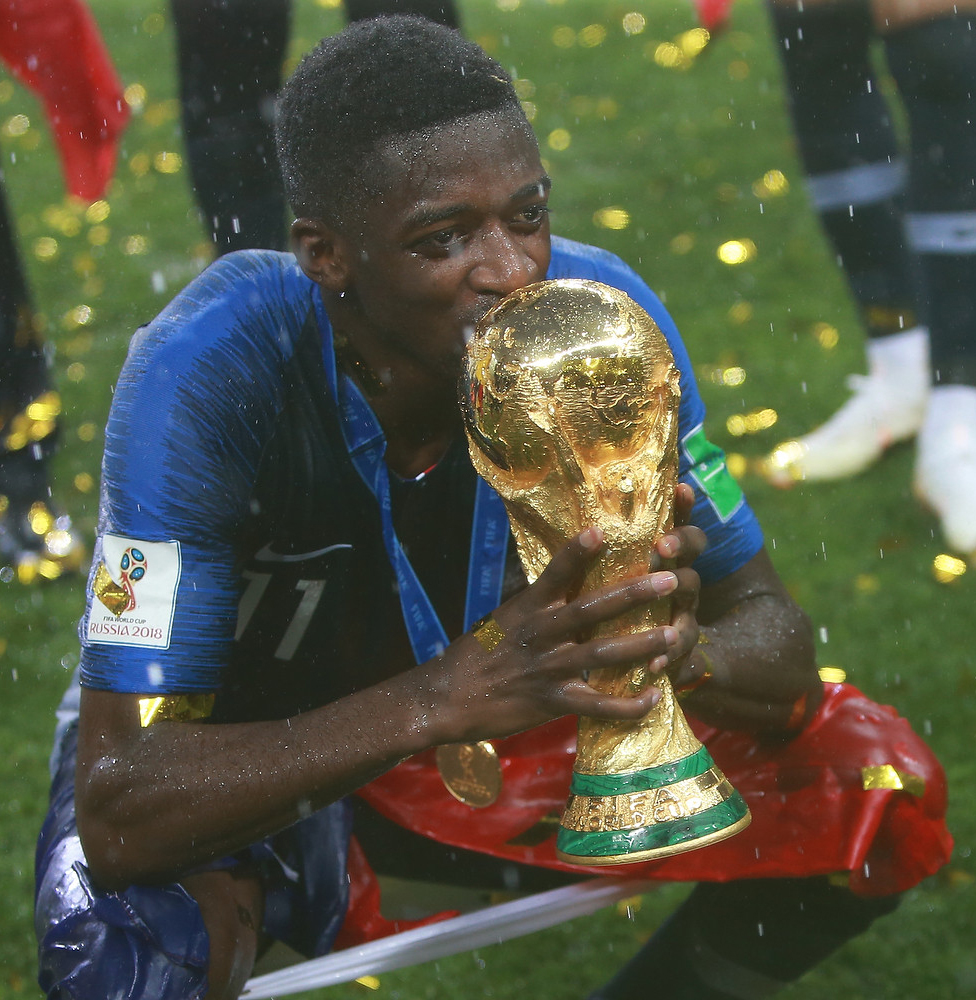
2018 FIFAワールドカップでフランス代表として優勝したデンべレ

2016年8月29日、ワールドカップの予選に向けたフランス代表に初召集され、9月1日のイタリア代表との親善試合でA代表デビュー。2017年6月13日のイングランド代表との親善試合で、キリアン・エムバぺのアシストにより代表初得点を挙げた。
2018年、2018 FIFAワールドカップのフランス代表メンバーに選ばれる。初戦のオーストラリア戦では先発し、70分にオリヴィエ・ジルーと交代した。第2戦のペルー戦では、75分にキリアン・ムバッぺと交代し、第三戦のデンマーク戦にも途中出場し、78分にキリアン・ムバッペと交代した。準々決勝のウルグアイ戦にも、88分にキリアン・ムバッペと交代で試合に出場した。
2022年、2022 FIFAワールドカップ・決勝トーナメント1回戦でポーランド代表と対戦。74分にキリアン・エムバペのゴールをアシストしたほか、積極的なドリブル突破でチャンスを生み出し勝利に貢献した。しかし決勝のアルゼンチン戦では、相手に2点のリードを許す展開の中、ジルーと共に前半途中での交代を命じられた。

## プレースタイル
爆発的なスピードを備えた両利きのドリブラー。UEFAが発表した調査ではある試合でのデンベレのドリブル時の最高速度は36.6km/hである。独特のフェイントを使いながらチャンスを創出し、左右両方の足から繰り出されるクロスの質も高い。
ドルトムントのスカウト部門を担当し、現在アーセナルのスカウト部門で責任者を務めているスヴェン・ミスリンスタットは、デンベレについて高く評価しており10代の頃のデンベレを回想して、香川真司と同等の才能を見出しており、「デンベレは私自身、本当に特別な選手だと感じた。それはシンジ・カガワについてもだ」と話し、さらに「特定の状況で彼はどっちの足を使うのか分からなかった。なぜなら彼自身がある意味、それについて無頓着だったからだろう」と両足を自在に操れることを強調した。
2024-25シーズンからは偽9番へコンバート。そこから得点を量産するようになった。

## エピソード
- 2016年、スマホゲーム「ポケモンGO」が流行していた頃の練習では、移動距離を稼いでポケモンの卵を孵化させるためにソックスにスマートフォンを仕込んだが、監督にバレてスマホを没収された[42]。これにはチームメイトの香川真司とトーマス・トゥヘル監督が笑顔でツッコんでいた[43]
- 2019年に来日した際、当時チームメイトであったアントワーヌ・グリーズマンとともに滞在したホテルでゲームの設定をするために呼び出した日本人従業員に対し、「醜い顔ばかりだ」と発言したほか、作業するスタッフの顔をアップで撮影しつつ、「どんな後進国の言葉なんだ」「ここは先進国でしょ?違うの?」と発言した動画が流出した。なぜ流出したのかは不明。この映像は当初、少数の登録者しかいなかったユーチューブチャンネルに投稿されたが、その後ツイッターで「#StopAsianHate（アジア人差別をやめよう）」のハッシュタグが付けられたことで一気に拡散した[44]。これを受けてデンベレは「心から謝罪する」と投稿した[45]。
- 2018 FIFAワールドカップ決勝戦後、フランス代表として獲得した40万ユーロを母親の故郷であるモーリタニア南部のセリバビ県にあるディアギリ村に寄付し、大きなモスクが建てられるようにした[46]。
- FCバルセロナに移籍した際、荷物も持たずに出国したためドイツで生活していた時の家が荒廃し裁判沙汰にもなっている[47]。現在はデンベレ側が慰謝料を払う形でオーナーと和解した。
- バルセロナでの6年におよぶキャリアをプロ意識の欠如によって台無しにしてしまった事を本人も認めている。チームミーティングへの遅刻を繰り返したが、それは早朝までゲームに夢中だったためといわれ、食生活においてもファストフードを好んでいた。当時のシェフだったミカエル・ナヤはフランスメディア『Le Parisien』で「めちゃくちゃな生活」と言い放ち、「酒を飲む姿は見たことがないけど、休める気がまったくもってない。何の規律もないんだ」と話した[48]。
- また、遅刻癖がありフランス代表やFCバルセロナでは寝坊によって練習を欠席することも少なくない[49]。
- サッカーゲームの「フットボールマネージャー」をプレーしている。メンタルが乱れている選手は使いづらい仕様となっており、自分自身を使った際に非常に使いにくいことを知って驚いた。
- 2023年2月にデンベレは財政難に陥る古巣クラブ、エヴルーに10万ユーロ(約1400万円)を寄付したことが明らかになった[50]。同クラブは「困難な時期にクラブへの寛大さと経済的支援をしてくれたウスマン・デンベレに心から感謝したい」と述べた。
- 2024年6月、試合後のロッカールームで監督の話を聞きながら1人だけピザを頬張っていた。試合後のエネルギー補給かと思われたが、この試合にデンベレは出ていなかった[51]。
- 2024-25シーズンに活躍した際には「この結果はチームみんなの努力によるものだ。僕のゴールやアシストはチームのサポートがあるからなんだよ。試合ごとに成長しているし、今季の活躍もチームのおかげだよ。最大の目標はチームタイトルの獲得であり、個人タイトルは単なるボーナスでしかない」「今がピークかどうかなんて分からないよ。成長できると思っている。個人もチームもね。今季が良いシーズンなのは確かだし、判断力も格段に向上している。これはポジショニングの修正によるものだ。監督(ルイス・エンリケ)は当初から僕に信頼を寄せてくれていて、加入する前から電話をくれた。選手としての僕に何を期待しているか伝えてくれたんだ。今はピッチ上でその信頼に応えようとしている」と話した[52]。
- エンバペは、フランスメディア『レキップ』で「僕は彼の一番のサポーター。精神面で大きく成長したと思う。そのおかげでゴール前でもよりリラックスできる状態になったね。トッププレーヤーさ！」と喜んだ。[53]。
- ルイス・エンリケは「私ならバロンドールをウスマン・デンベレにあげたい。彼の守備ぶり…あれこそがバロンドールに値する。チームを率いるとはこういうことだ。ゴール、タイトル、リーダーシップ、守備、そして彼のプレッシャーのかけ方…ウスマンは私のバロンドールだ。全く疑いの余地はない」と話した[54]。

## 個人成績
2023-2024シーズン終了時点
| クラブ                 | シーズン | リーグ         | リーグ戦 | リーグ戦 | カップ戦 | カップ戦 | 国際大会 | 国際大会 | その他 | その他 | 合計 | 合計 |
| クラブ                 | シーズン | リーグ         | 出場     | 得点     | 出場     | 得点     | 出場     | 得点     | 出場   | 得点   | 出場 | 得点 |
| ---------------------- | -------- | -------------- | -------- | -------- | -------- | -------- | -------- | -------- | ------ | ------ | ---- | ---- |
| レンヌⅡ                | 2014-15  | CFA            | 18       | 13       | -        | -        | -        | -        | -      | -      | 18   | 13   |
| レンヌⅡ                | 2015-16  | CFA            | 4        | 0        | -        | -        | -        | -        | -      | -      | 4    | 0    |
| レンヌⅡ                | 通算     | 通算           | 22       | 13       | -        | -        | -        | -        | -      | -      | 22   | 13   |
| レンヌ                 | 2015-16  | リーグ・アン   | 26       | 12       | 2        | 0        | -        | -        | 1      | 0      | 29   | 12   |
| レンヌ                 | 通算     | 通算           | 26       | 12       | 2        | 0        | -        | -        | 1      | 0      | 29   | 12   |
| ボルシア・ドルトムント | 2016-17  | ブンデスリーガ | 32       | 6        | 6        | 2        | 10       | 2        | 1      | 0      | 49   | 10   |
| ボルシア・ドルトムント | 2017-18  | ブンデスリーガ | 0        | 0        | 0        | 0        | 0        | 0        | 1      | 0      | 1    | 0    |
| ボルシア・ドルトムント | 通算     | 通算           | 32       | 6        | 6        | 2        | 10       | 2        | 2      | 0      | 50   | 10   |
| バルセロナ             | 2017-18  | ラ・リーガ     | 17       | 3        | 3        | 0        | 3        | 1        | -      | -      | 23   | 4    |
| バルセロナ             | 2018-19  | ラ・リーガ     | 29       | 8        | 4        | 2        | 8        | 3        | 1      | 1      | 42   | 14   |
| バルセロナ             | 2019-20  | ラ・リーガ     | 5        | 1        | 0        | 0        | 4        | 0        | 0      | 0      | 9    | 1    |
| バルセロナ             | 2020-21  | ラ・リーガ     | 30       | 6        | 6        | 2        | 6        | 3        | 2      | 0      | 44   | 11   |
| バルセロナ             | 2021-22  | ラ・リーガ     | 21       | 1        | 1        | 1        | 9        | 0        | 1      | 0      | 32   | 2    |
| バルセロナ             | 2022-23  | ラ・リーガ     | 25       | 5        | 2        | 2        | 6        | 1        | 2      | 0      | 35   | 8    |
| バルセロナ             | 通算     | 通算           | 127      | 24       | 16       | 7        | 36       | 8        | 6      | 1      | 185  | 40   |
| パリ・サンジェルマン   | 2023–24  | リーグ・アン   | 26       | 3        | 4        | 1        | 11       | 2        | 1      | 0      | 42   | 6    |
| パリ・サンジェルマン   | 通算     | 通算           | 26       | 3        | 4        | 1        | 11       | 2        | 1      | 0      | 42   | 6    |
| 総通算                 | 総通算   | 総通算         | 233      | 58       | 28       | 10       | 57       | 12       | 10     | 1      | 328  | 81   |

## 代表歴

### 出場大会
- フランス代表
  - 2018年 - 2018 FIFAワールドカップ（優勝）
  - 2018年 - UEFAネーションズリーグ2018-19
  - 2022年 - 2022 FIFAワールドカップ（準優勝）
  - 2024年 - UEFA EURO 2024（3位）

### 試合数
- 国際Aマッチ 53試合 6得点（2016年 - ）[55]

| フランス代表 | 国際Aマッチ | 国際Aマッチ |
| 年           | 出場        | 得点        |
| ------------ | ----------- | ----------- |
| 2016         | 3           | 0           |
| 2017         | 4           | 1           |
| 2018         | 14          | 1           |
| 2021         | 6           | 2           |
| 2022         | 8           | 0           |
| 2023         | 7           | 1           |
| 2024         | 11          | 1           |
| 通算         | 53          | 6           |

### 得点
| # | 開催年月日     | 開催地                               | 対戦国       | スコア | 結果 | 試合概要                                |
| - | -------------- | ------------------------------------ | ------------ | ------ | ---- | --------------------------------------- |
| 1 | 2017年6月13日  | サン＝ドニ、スタッド・ド・フランス   | イングランド | 3-2    | 3-2  | 親善試合                                |
| 2 | 2018年6月1日   | ニース、アリアンツ・リヴィエラ       | イタリア     | 3-1    | 3-1  | 親善試合                                |
| 3 | 2021年3月28日  | アスタナ、アスタナ・アリーナ         | カザフスタン | 1-0    | 2-0  | 2022 FIFAワールドカップ・ヨーロッパ予選 |
| 4 | 2021年6月2日   | ニース、アリアンツ・リヴィエラ       | ウェールズ   | 3-0    | 3-0  | 親善試合                                |
| 5 | 2023年11月18日 | ニース、アリアンツ・リヴィエラ       | ジブラルタル | 10-0   | 14-0 | UEFA EURO 2024予選                      |
| 6 | 2024年9月9日   | リヨン、パルク・オリンピック・リヨン | ベルギー     | 2-0    | 2-0  | UEFAネーションズリーグ2024-25・リーグA  |

## タイトル

### クラブ
ボルシア・ドルトムント
- DFBポカール: 2016-17

バルセロナ
- ラ・リーガ: 2017-18, 2018-19, 2022-23
- コパ・デル・レイ: 2017-18, 2020-21
- スーペルコパ・デ・エスパーニャ: 2018, 2022-23

パリ・サンジェルマン
- リーグ・アン: 2023-24, 2024-25
- クープ・ドゥ・フランス: 2023-24, 2024-25
- トロフェ・デ・シャンピオン: 2023-24, 2024-25
- UEFAチャンピオンズリーグ: 2024-25

### 代表
- FIFAワールドカップ: 2018

### 個人
- リーグ・アン年間最優秀若手選手賞: 2015-16
- リーグ・アン得点王: 2024-25
- リーグ・アン年間最優秀選手賞: 2024-25
  - UEFAチャンピオンズリーグ最優秀選手賞: 2024-25